# ABA Liga 2001-2002
La ABA Liga 2001-2002 fu la 1ª edizione della Lega Adriatica. La vittoria finale fu ad appannaggio degli sloveni del Union Olimpija sui conterranei del Krka Novo Mesto.
Jure Zdovc, del Union Olimpija, venne nominato MVP della finale.

## Squadre partecipanti
Croazia
- Cibona Zagabria
- Zara
- Spalato
- Kvarner Rijeka

 Slovenia
- Olimpija Lubiana
- Pivovarna Laško
- Krka Novo mesto
- Slovan Lubiana

 Bosnia ed Erzegovina
- Široki
- Bosna
- Sloboda Tuzla

 Jugoslavia
- Budućnost

## Regular season

### Classifica
|     | Squadre                    | V  | P  | Pt | PF   | PS   | Dif  |
| --- | -------------------------- | -- | -- | -- | ---- | ---- | ---- |
| 1.  | Union Olimpija             | 20 | 2  | 42 | 1898 | 1505 | 393  |
| 2.  | Krka Novo Mesto            | 16 | 6  | 38 | 1902 | 1698 | 204  |
| 3.  | Cibona VIP Zagabria        | 16 | 6  | 38 | 1897 | 1703 | 194  |
| 4.  | Pivovarna Laško            | 15 | 7  | 37 | 1848 | 1744 | 104  |
| 5.  | Sloboda Dita               | 12 | 10 | 34 | 1645 | 1677 | -32  |
| 6.  | FEAL Široki                | 12 | 10 | 34 | 1805 | 1741 | 64   |
| 7.  | Zadar                      | 12 | 10 | 34 | 1811 | 1814 | -3   |
| 8.  | Spalato Croatia osiguranje | 10 | 12 | 32 | 1774 | 1830 | -56  |
| 9.  | Budućnost Podgorica        | 9  | 13 | 31 | 1666 | 1758 | -92  |
| 10. | Triglav osiguranje         | 5  | 17 | 27 | 1746 | 1950 | -204 |
| 11. | Geoplin Slovan Lubiana     | 3  | 19 | 25 | 1689 | 1890 | -201 |
| 12. | Bosna Asa Sarajevo         | 2  | 20 | 24 | 1443 | 1814 | -371 |

### Statistiche
| Categoria                    | Giocatore         | Squadra                    | Statistiche |
| ---------------------------- | ----------------- | -------------------------- | ----------- |
| Punti per partita            | Marino Baždarić   | Triglav osiguranje         | 26,2        |
| Rimbalzi per partita         | Ante Grgurević    | Spalato Croatia osiguranje | 9,2         |
| Assist per partita           | Dragan Aleksić    | Sloboda Dita               | 4,1         |
| Palle rubate per partita     | Roderick Anderson | Sloboda Dita               | 2,36        |
| Stoppate per partita         | Mate Skelin       | Krka Novo Mesto            | 1,4         |
| Percentuale di realizzazione | Matej Mamić       | Cibona VIP Zagabria        | 74,7        |
| Percentuale tiri liberi      | Andrej Žakelj     | Geoplin Slovan Lubiana     | 90,9        |
| Percentuale tiri da tre      | Damir Vujanović   | FEAL Široki                | 50,0        |

## Final four
|  | Semifinali | Semifinali          | Semifinali |                 |    | Finale         | Finale | Finale |  |
|  |            |                     |            |                 |    |                |        |        |  |
|  | 1          | Union Olimpija      | 69         |                 |    |                |        |        |  |
|  | 1          | Union Olimpija      | 69         |                 |    |                |        |        |  |
|  | 4          | Pivovarna Laško     | 56         |                 |    |                |        |        |  |
|  | 4          | Pivovarna Laško     | 56         |                 | 1  | Union Olimpija | 73     |        |  |
|  |            |                     |            |                 | 1  | Union Olimpija | 73     |        |  |
|  |            |                     | 2          | Krka Novo Mesto | 59 |                |        |        |  |
|  | 3          | Cibona VIP Zagabria | 2          | Krka Novo Mesto | 59 | 93             |        |        |  |
|  | 3          | Cibona VIP Zagabria |            |                 |    |                |        |        |  |
|  | 2          | Krka Novo Mesto     | 98         |                 |    |                |        |        |  |

| Lega Adriatica 2001-2002 |
| ------------------------ |
| Union Olimpija 1º titolo |

## Squadra vincitrice
| N° | Naz.                            | Ruolo | Sportivo          |  | Alt. |  |
| -- | ------------------------------- | ----- | ----------------- |  | ---- |  |
| 4  | Rep. Ceca (bandiera)            | G     | Jiří Welsch       |  | 197  |  |
| 5  | Slovenia (bandiera)             | AG    | Jurica Golemac    |  | 209  |  |
| 6  | Macedonia del Nord (bandiera)   | P     | Vlado Ilievski    |  | 190  |  |
| 7  | Georgia (bandiera)              | AP    | Vladimer Boisa    |  | 206  |  |
| 8  | Slovenia (bandiera)             | AP    | Stipe Modrić      |  | 207  |  |
| 9  | Slovenia (bandiera)             | P     | Beno Udrih        |  | 192  |  |
| 10 | Slovenia (bandiera)             | P     | Jure Zdovc        |  | 198  |  |
| 11 | Nigeria (bandiera)              | C     | Tunji Awojobi     |  | 200  |  |
| 12 | Turchia (bandiera)              | C     | Nedin Dal         |  | 214  |  |
| 13 | Bosnia ed Erzegovina (bandiera) | C     | Haris Mujezinović |  | 205  |  |
| 14 | Bosnia ed Erzegovina (bandiera) | AP    | Jasmin Hukić      |  | 204  |  |
| 15 | Jugoslavia (bandiera)           | G     | Vujadin Subotić   |  | 198  |  |
|    | Slovenia (bandiera)             | All.  | Zmago Sagadin     |  |      |  |

## Premi e riconoscimenti
- ABA Liga MVP:  Jiří Welsch[1],  Union Olimpija
- ABA Liga Finals MVP:  Jure Zdovc,  Union Olimpija